# Daheim in den Bergen – Auf neuen Wegen
Auf neuen Wegen ist ein deutscher Fernsehfilm von Annette Ernst aus dem Jahr 2020. Es handelt sich um den sechsten Teil der Heimatfilmreihe Daheim in den Bergen.

## Handlung
Die Schwestern Marie und Lisa Huber stehen nach dem Tod ihres Vaters vor der Entscheidung, den Hof, der in roten Zahlen steckt, zu verkaufen oder weiterzuführen. Sie entscheiden sich dafür, zunächst für den Erhalt des Hofes zu kämpfen, ihn aber zu verkaufen, sollte es nach einem Jahr noch immer finanziell schlecht aussehen. Unterstützung bei ihrer Arbeit auf dem Hof erfahren sie von Karl Leitners Adoptivsohn Tom, der zwar nicht zum Arbeiten geboren ist, sich aber auf der Alm wohlfühlt und ein Auge auf Mila Leitner, die Tochter seines Onkels Florian Leitner, geworfen hat. Lisa sieht unterdessen eine Chance für den Hof, weil sie als Anwältin den Auftrag erhalten hat, das Millionenprojekt KUBA, eine umweltfreundliche Oldtimergemeinde, auflösen zu lassen. Doch Lisa verliebt sich in den Initiator Ruben Hansen, der aber, als er erfährt, dass sie für die Gegenseite arbeitet, sie eiskalt abblitzen lässt.

## Produktion

### Drehorte
Der sechste Film der ARD-Heimatfilmreihe wurde zeitgleich mit dem vorhergehenden fünften Film Väter vom 13. August 2019 bis zum 16. Oktober 2019 an Schauplätzen im Allgäu gedreht.

### Veröffentlichung
Die Erstausstrahlung des Films fand am 19. Juni 2020 im Programm der ARD Das Erste im Rahmen der Reihe „Endlich Freitag im Ersten“ statt.

## Kritik
Für die Kritiker der Fernsehzeitschrift TV Spielfilm vergaben für Humor und Spannung einen von drei möglichen Punkten und schrieben: „(Zu) viel Herzschmerz im malerischen Allgäu“.